# マクシミリアン・フリードリヒ・ヴァイエ

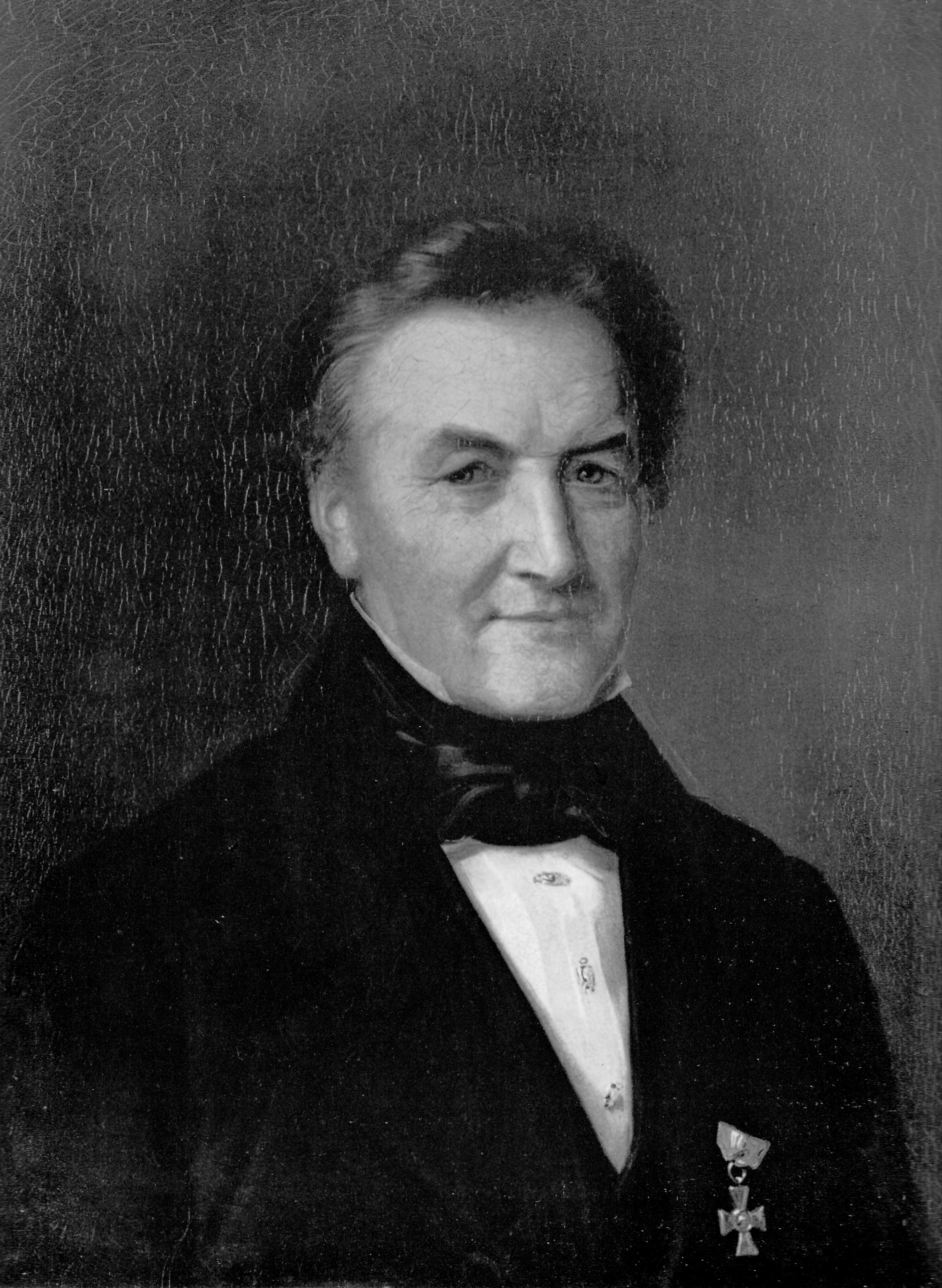
ヴィルヘルム・フォルクハルトによる、1842年のマクシミリアン・フリードリヒ・ヴァイエの肖像

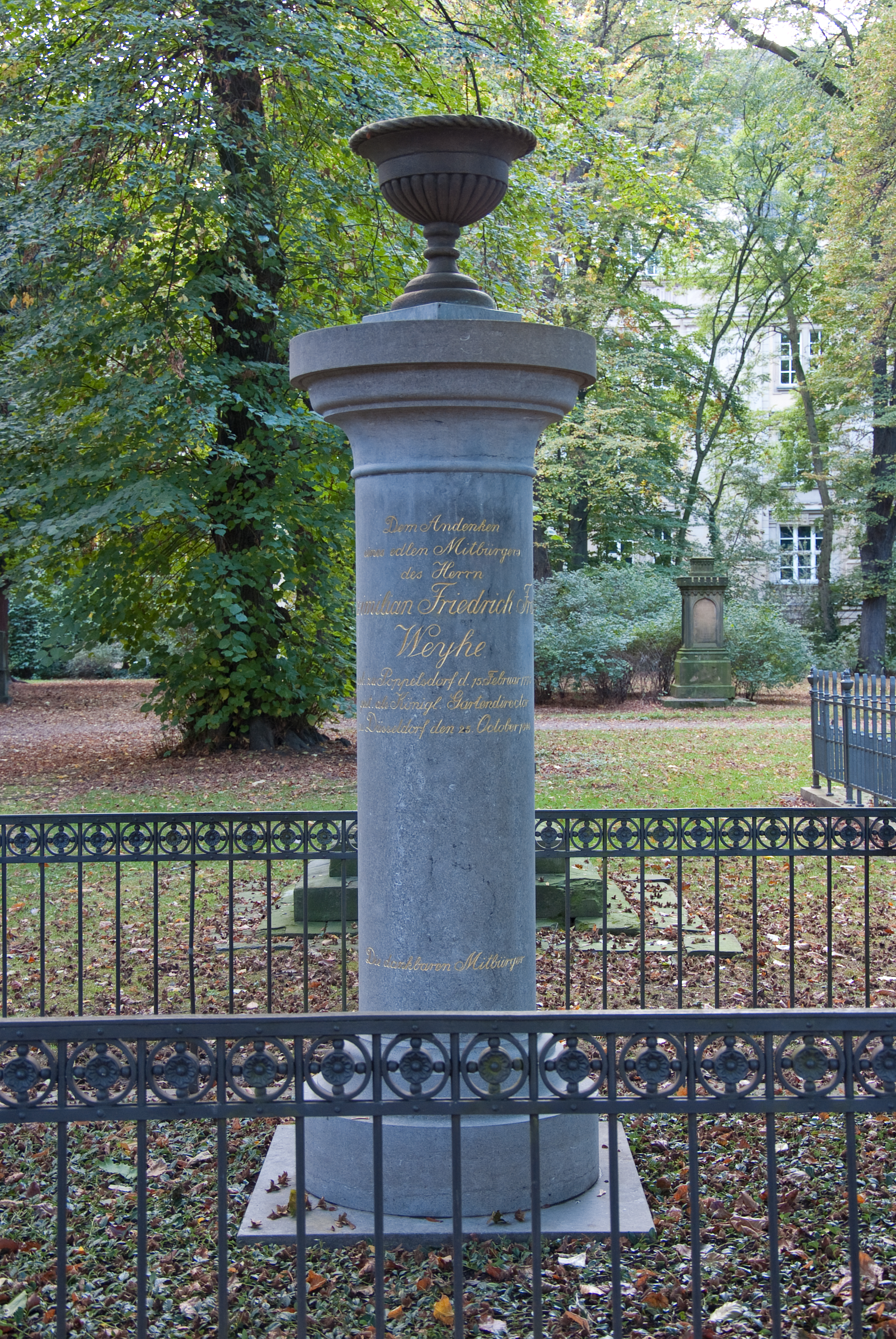
ゴルツハイマー墓地の墓、2008年復元

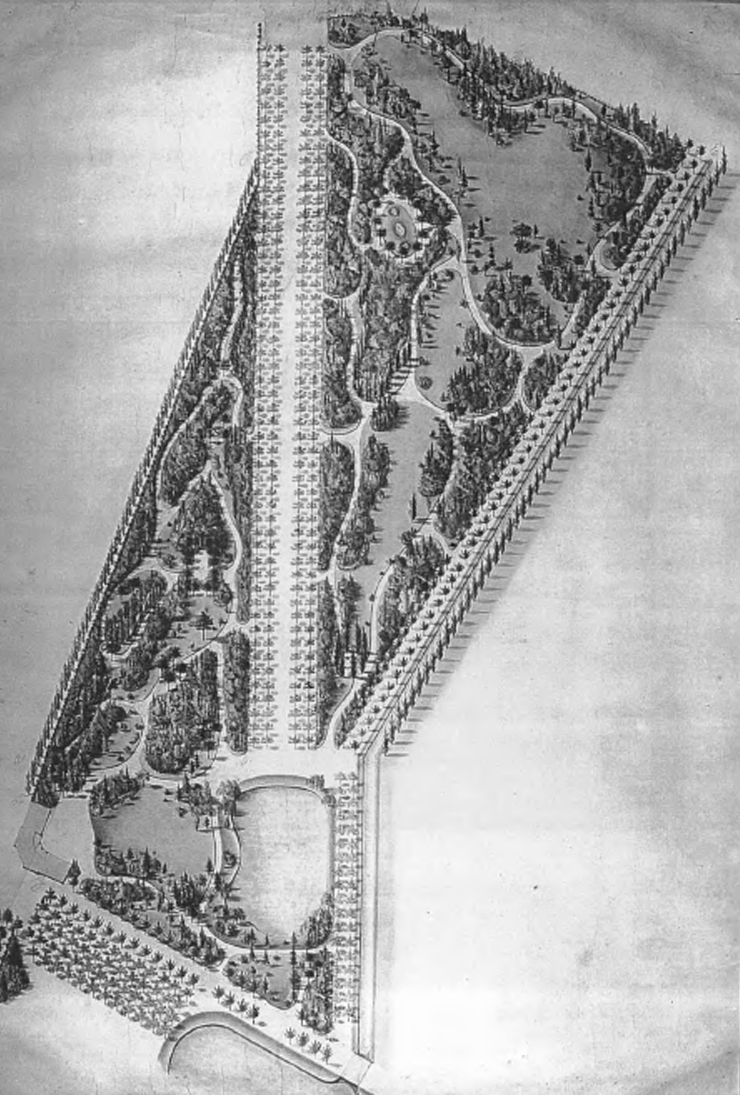
マクシミリアン・フリードリッヒ・ヴァイエ、1804年のデュッセルドルフ・コートガーデン計画図

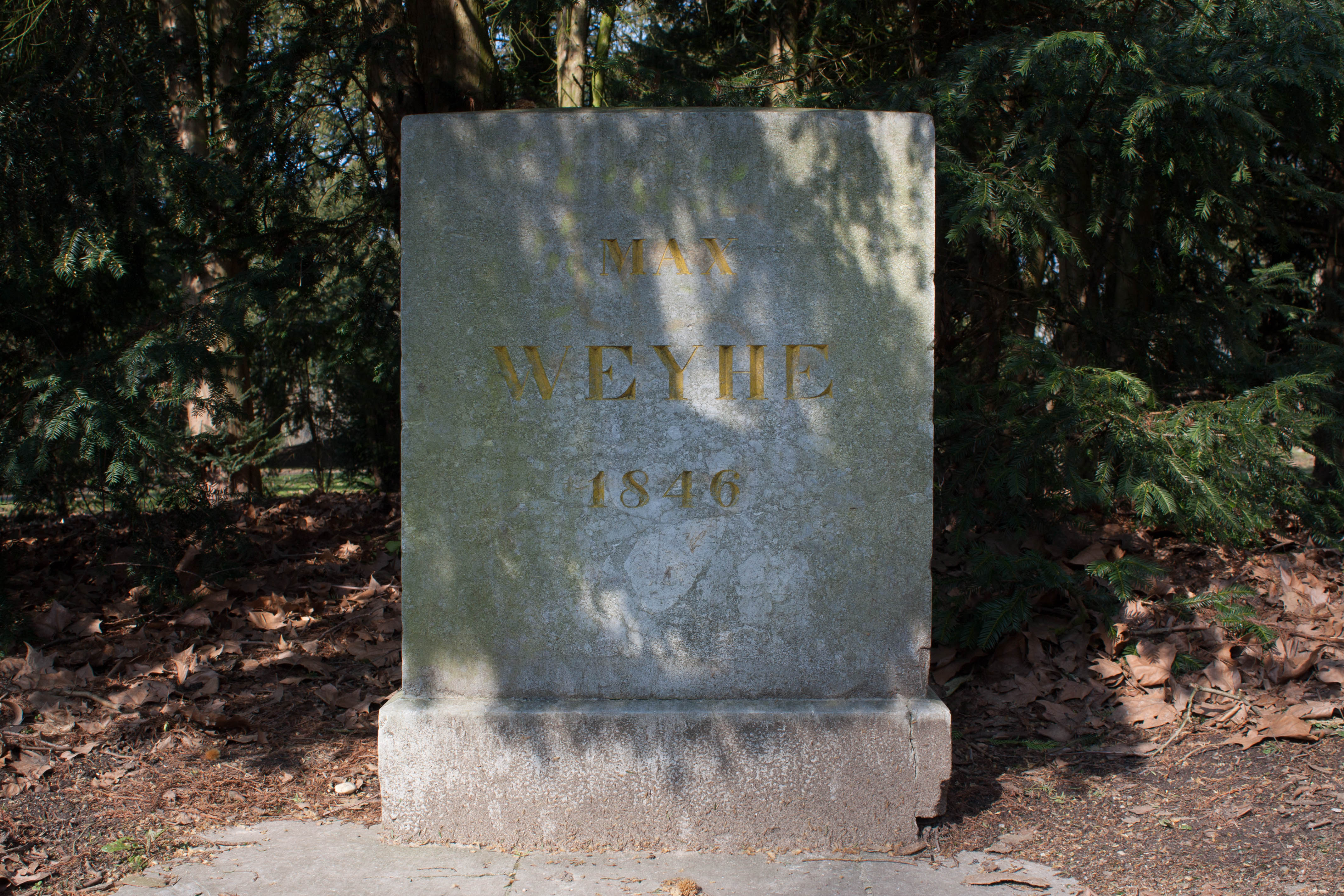
エラー城址公園のマクシミリアン・フリードリヒ・ヴァイエ記念碑

マクシミリアン・フリードリヒ・ヴァイエ（Maximilian_Friedrich_Weyhe、Max Weyhe、1775年2月15日 - 1846年10月25日）は、ドイツ古典主義の作庭家、造園家。ボン生まれ。

## おもな作品
- デュッセルドルフ： ホーフガルテン（1804年から1835年まで）修復と拡張を含む合計25の庭園は、ほぼ変わらずの姿（公園では後に記念碑が建てられた）で、シュヴァネンシュピーゲル、 Spee'schen Graben、ケーニヒスアレー、インリヒ＝ハイネ＝アレーとエルラーキャッスルパークには記念碑も。さらにロルハウゼンのランツェ公園の前部であるベンラート城公園（1841年）、ゴルツハイム墓地 （1816年、ヴァイエも埋葬されている）の再編と拡大、そして最後未完成作品であるカルクム公園の造園、デュッセルドルフ・ヒンメルギュジストのミケルン城公園（1843年より）。
- メルブッシュ＝Buchich：メーア邸庭園（息子のヨセフ・クレメンス・ヴァイエと一緒に）
- エルクラート：ウンターベフ邸庭園
- ケーニッヒスヴィンター＝デュッセルドルフ：1827年のクロスター・ハイスターバッハ公園（保存された残余物のみ）
- ラティンゲン ： クロムフォード・テキスタイル工場の前にあるヨハン・ゴットフリート・ブリュゲルマンの公園。
- アーヘン ： ルースベルク森林園、1807年
- Moerser城址公園、1836年頃
- アンホルト城 ：エドワード・ミルナーと共にサブエリアの造園
- クレーフェルト ：ヴァイエが、工業団地から引き継がれてきた敷地の庭園や公園（リン城、グライフェンホルスト城、シェーンハウゼン、Sollbruggen、Neuenhofenの住宅）への関与を明確に示している
- エンギャン（ベルギー） ：アレンベルク公の城公園
- ドルトムント： ロンベルクパーク
- ユッヒェン ：ダイク城公園の造園に関与
- クレーヴェ ：straseティーアガルテン にある市民公園の造園、計画1821年、実施は1822年
- ノルトキルヒェン城（Nordkirchen Castle） ：1833/35から1840年にかけて、ノルトガルテンとシュロッセンセルの造園
- バート・ホムブルク・フォア・デア・ヘーエ：クアハウスの後ろにあるスパ・ガーデン.1843年 : 1852年からウィーヘのいとこレネの計画
- ケルン： メラーテン墓地 植樹計画 1826年（実際は不明）
- ケルン：ケルン近郊のスタムハイムにあるシュロス・スタムハイムの公園 （1828年、フライヤー・フランツ・エゴン・ズー・フュルステンベルク・スタムハイムによって委託）
- コーブルク ：ローゼナウ城公園
- ボーデン湖リンダウ=シェーヘン ：19世紀半ばの民間銀行家フリードリッヒ・グルーバーのための公園ヴィラ・リンデンホフ
- オストベーヴェルン ：ローブルゲル公園
- アルテナ城 ：周辺公園の計画
- ブルクシュタインフルト（Burgsteinfurt）：おそらくBagnoの美しい庭園に関与
- ブレンケン ：おそらくエルペンスブルク城の美しい庭園に関与
- ヴェレン城 ：1816年から公園の造園

## 著書
- エイメ・コンスタント・フィデル・ハインリ（1801-1875）および M.F・ヴァイエ、J.W・ワルター、P.W・フンケ、ネース・フォン・エーゼンベック、Arnz＆Compによって著された、植物学の医薬品リソグラフィック画像による植物図鑑。デュッセルドルフ, 1828年。デュッセルドルフ大学図書館とデュッセルドルフ図書館の デジタル版
- 植物界 Plantaeまたは薬用植物のコレクション 。 A. Henryによる552色のリトグラフ、M.F・ヴァイエ、J.W・ワルター、P.W・フンケによる記述。 1823年以降はネース・フォン・エーゼンベック。 全4巻。：薬草または薬用植物のコレクション。 リソグラフィ研究所Arnz、デュッセルドルフ（1821-）1833

## 人物
マクシミリアン・フリードリヒ・ヴァイエは、ボンとブリュールの近くポッペルスドルフで育ち、叔父のペーター・ヨセフ・レンネによって養育された。祖父（ヨセフ・レンネの父）はボンで1789年から1792年にかけて園芸家として訓練を受け、ミュンヘンとウィーン（フランツ・ブー ）に留学後、1801年から1803年にかけて、ケルン植物園中央部にある植物学舎の教師をつとめ、1804年にデュッセルドルフ裁判所の庭師に移籍して、ホフガートナーハウスに住んでいた。 1826年には王立園のディレクターに任命された。以降彼は死去まで雇用され続けた。
ラインランドの数多くの庭園に、彼の署名がある。デュッセルドルフの今日の都市像、特に選挙裁判所庭の設置と拡張から旧市街要塞跡地に設置した公園や遊歩道システムに関与している。当時イギリスの新たな庭園スタイルを使った造園家の一人であったが、これらのランドスケープ・パークでは、理想化された自然を創り出すために尽力。そのため、公園は可能な限り景観的に配慮。全体として自身100以上の庭園を計画しており、そして設計に影響を与えている可能性も高い。
庭に関する理論書や論文の著述はないが、植物学に非常によく精通しており、1821年にPlantae officinales、薬草植物の本シリーズ（後にテオドール・フリードリヒ・ルートヴィヒ・ネース・フォン・エーゼンベックによって続けられ、完成）は、薬用植物に関する最初のリソグラフィで例示された出版物である。
1804年、3人の息子と6人の娘を産んだSophie Esch（1780-1846）と結婚。 長男のヨセフ・クレメンス・ヴァイエ（1807-1871）は、園芸監督の後任になった。
1818年1月26日、プロイセン王フリードリヒ・ヴィルヘルム3世よりレッド・イーグル・オーダー 3クラス白いオレンジリボンを授与。1824年には市議会議員に任命された。 
1846年10月25日に妻が死亡した直後に死亡し、1816年に拡張整備されたゴルツハイマー墓地に埋葬された。数年後には記念碑が、ケルンの彫刻家カール・ホフマン（1816-1872）の作で中庭に建てられた。

### 略歴
ヴァイエは伯父レンネのもとで修行し、その後ウィーンのシェーンブルン宮殿庭園で数年修行。1801年からケルンに宮廷庭師として招かれる。28歳のときフランスとの戦火に壊滅していたデュッセルドルフの再興に参加。1811年には撤去した要塞跡地を利用して宮園・植物園を建設。1818年からデュッセルドルフおよび周辺の地域基本構想を策定。まずはデュッセルドルフを中心に18もの施設を計画建設する。以降は84もの施設を建設に導く。1826年には宮廷庭園の監督官、1833年には王立庭園長に就任している。

## 文献
著者/出版社によってアルファベット順にソート。
- マーガレットリッター： ヨーロッパの庭の芸術家の経歴：Maximilian Friedrich Weyhe（1775-1846）。 デュッセルドルフのガーデンディレクター、19世紀前半： シュタットu。Green、Issue 3、2000、pp.186-191に記載されている
- マーガレットリッター： マクシミリアン・フリードリッヒ・ヴァイエ（1775年?1846年）。 彼の人生の仕事と彼の時代の庭の芸術。 学位論文、2001年シュツットガルト大学美術史研究所
- マーガレットリッター： マクシミリアン・フリードリッヒ・ヴァイエ（1775年?1846年）。 ガーデニング人生（デュッセルドルフ歴史協会編、第7巻、デュッセルドルフ都市資料館の出版物と、ラインライン史の源流と研究 ）Droste Verlag、Dusseldorf 2007、 ISBN 978-3-7700-3054-5
- ヘルムート・シルト： マクシミリアン・フリードリッヒ・ヴェイェとその公園。 Triltsch Verlag、Dusseldorf 1987、 ISBN 3-7998-0050-6
- Carsten Seick： Westphalia-Lippeのランドスケープガーデンと公園に関する研究。 WestfalischeWilhelms UniversityMunster1996年の論文、P.262-285
- ヘンリク・フォン・ヴェルダー： マクシミリアン・フリードリッヒ・ヴァイエ（1775-1846）とラインランドの「英」ランドスケープ・ガーデン 。 In： The Garden Art 28（2/2017）、p。306-312。